# گمرک

نشان مشخص شده برای گمرک در معاهده چندجانبه وین در خصوص علامات و نشان‌های جاده و حمل و نقل

گمرک (به انگلیسی: Customs) یک مرجع مقتدر یا معمولاً سازمانی دولتی است که مسئول جمع‌آوری تعرفه‌ها و کنترل جریان کالاها از جمله حیوانات، وسایل حمل و نقل، وسایل شخصی و وسایل خطرناک به داخل و خارج یک کشور یا حوزه گمرکی می‌باشد. به‌طور سنتی، گمرک به عنوان موضوعی بازرگانی و مالی در نظر گرفته می‌شود که در آن عوارض گمرکی (یعنی تعرفه‌ها) و سایر مالیات‌های واردات و صادرات دریافت می‌شود. در دهه‌های اخیر، دیدگاه‌ها در مورد عملکرد گمرک به‌طور قابل توجهی گسترش یافته‌است و اکنون سه موضوع اساسی مالیات، امنیت و تسهیل بازرگانی از موضوعات اصلی درخور توجه هستند.
هر کشور قوانین و مقررات خاص خود را برای واردات و صادرات کالا به داخل و خارج از کشور را دارد که توسط مقامات گمرکی آنها اعمال می‌شود. در برخی از کشورها واردات یا صادرات برخی کالاها ممکن است کاملاً محدود یا ممنوع باشد. ممکن است طیف گسترده‌ای از مجازات‌ها و جریمه‌ها برای کسانی که این قوانین گمرکی را نقض کنند وجود داشته باشد.

## بررسی اجمالی

### مالیات
عملکرد سنتی گمرک ارزیابی و جمع‌آوری حقوق گمرکی بوده‌است که تعرفه یا مالیات بر واردات یا در بعضی مواقع صادرات کالا است. کالاهای تجاری که هنوز از گمرک ترخیص نشده‌اند، در یک منطقه گمرکی که غالباً فروشگاه پیوندی نامیده می‌شود، نگهداری می‌شوند تا فرآوری شوند. بندرها مجاز معمولاً مناطق گمرکی شناخته شده هستند.

### تسهیل تجارت
هدف اخیر گمرک تسهیل تجارت بوده‌است که ساده‌سازی پردازش واردات و صادرات کالا برای کاهش هزینه‌های معاملات تجاری است. درک معاصر مفهوم «تسهیل تجارت» براساس توصیه شماره ۴ «نهادهای ملی تسهیل تجارت» سازمان ملل متحد / CEFACT است. طبق مفاد آن (بند ۱۴)، تسهیلات تشریفات، رویه‌ها، اسناد و عملیات مربوط به معاملات تجاری بین‌المللی را شامل می‌شود. اهداف آن ساده‌سازی، هماهنگی و استانداردسازی است، به طوری که معاملات از قبل آسان‌تر، سریعتر و اقتصادی‌تر می‌شوند.

### امنیت
حملات تروریستی ۱۱ سپتامبر ۲۰۰۱ در ایالات متحده عامل اصلی در تقویت قابل توجه مؤلفه امنیتی عملیات مدرن گمرکی شده‌است، و پس از آن اقدامات کنترل‌گرا برای امنیت زنجیره‌های تأمین به منظور جلوگیری از خطر به‌طور گسترده‌ای اجرا شده‌است. شناسایی. امروز در فرودگاه‌ها، گمرک به عنوان نقطه بازگشت هیچ مسافری عمل نمی‌کند. مسافران پس از ترخیص گمرک، دیگر نمی‌توانند برگردند. هرکسی که به فرودگاه می‌رسد قبل از ورود رسمی به یک کشور باید گمرک را نیز ترخیص کند. کسانی که قانون را نقض کنند توسط گمرک بازداشت و احتمالاً به محل اصلی خود بازگردانده می‌شوند. رفت و آمد مردم به داخل و خارج از کشور به‌طور معمول توسط مقامات مهاجرت تحت نام‌ها و ترتیب‌های مختلفی کنترل می‌شود. مقامات مهاجرت معمولاً مدارک مناسب را بررسی می‌کنند، تأیید می‌کنند که شخصی مجاز به ورود به کشور است، افراد تحت تعقیب با دستور بازداشت داخلی یا بین‌المللی را دستگیر می‌کند و مانع ورود افرادی می‌شود که برای کشور خطرناک تلقی می‌شوند.
کاملترین رهنمودها برای اجرای توابع امنیتی گمرکی در چارچوب استانداردهای سازمان جهانی گمرک برای تأمین و تسهیل تجارت جهانی (SAFE) ارائه شده‌است که به ترتیب در سالهای ۲۰۰۵، ۲۰۰۷، ۲۰۱۰، ۲۰۱۲ و ۲۰۱۸ پنج نسخه داشته‌است.

## خصوصی‌سازی گمرک
گمرک بخشی از یکی از سه عملکرد اساسی دولت است، یعنی: اداره، حفظ قانون، نظم و عدالت و جمع‌آوری درآمد. با این حال، در تلاش برای کاهش فساد، بسیاری از کشورها بخشی از آداب و رسوم خود را خصوصی کرده‌اند. این امر از طریق قرارداد آژانس‌های بازرسی قبل از حمل و نقل رخ داده‌است، که محموله را بررسی می‌کنند و ارزش اعلام شده را قبل از واردات تأیید می‌کنند. گمرکات کشور موظف است گزارش آژانس را به منظور ارزیابی عوارض و مالیات در بندر ورودی بپذیرد.
در حالی که به نظر می‌رسد مشارکت آژانس بازرسی قبل از حمل و نقل در کشوری با تأسیسات گمرکی بی تجربه یا ناکافی موجه باشد، این اقدام نتوانسته‌است روزنه را متصل کرده و از درآمد محافظت کند. مشخص شده‌است که فرار از گمرک با شروع کار آژانس‌های پیش از حمل و نقل، تشدید شده‌است. همچنین ادعا شده‌است که درگیر شدن چنین آژانس‌هایی باعث تأخیر در حمل و نقل شده‌است. خصوصی‌سازی گمرک به عنوان یک درمان مهلک در نظر گرفته شده‌است. در بسیاری از کشورها، داده‌های صادرات و واردات بر اساس قوانین ملی صادر می‌شود (قوانین شفافیت / قانون آزادی اطلاعات).
با این وجود، هنگام انتقال گمرک از بخش دولتی به بخش خصوصی، سرعت زیادی وجود دارد. عواملی مانند بخش خصوصی بی کفایت، عدم تمایل دولت به تغییر نقش‌های سنتی گمرک، غفلت از تعیین اولویت‌ها و عدم شفافیت در روند انتقال، سرعت انتقال عمومی به خصوصی را کاهش داده‌است.

## واژه‌شناسی
واژه گمرک از ریشهٔ کومرسیوم Commercium گرفته شده که در زبانهای فرانسه و انگلیسی کومرس Commerce بمعنی بازرگانی و مبادله کالا گفته می‌شود. همچنین به معنی حقوقی است که بر کالا و مال تجاره تعلق می‌گیرد و به باور برخی از نویسندگان پس از فتح قسطنطنیه دولت عثمانی این واژه را از زبان یونانی گرفته و با گویش ترکی، یعنی کومروک بکار برده‌است. در فارسی این واژه از ترکی گرفته شده‌است، در ضمن در معاهدات نادرشاه با سلطان محمودخان اول، پادشاه عثمانی (۱۱۹۵ ه‍.ق) نیز واژه گمرک ذکر گردیده‌است.

## کانال‌های قرمز و سبز
در بسیاری از کشورها، مراحل گمرکی برای ورود مسافران در بسیاری از فرودگاه‌های بین‌المللی و برخی از گذرگاه‌های جاده ای به کانال‌های قرمز و سبز جدا شده‌است. مسافران دارای کالا برای اظهار (حمل کالاهایی بیش از حد مجاز گمرک و / یا حمل اقلام ممنوع) از کانال قرمز عبور می‌کنند. مسافرانی که چیزی برای اظهار ندارند (حمل کالا در حد مجاز گمرک و عدم حمل کالاهای ممنوعه) از کانال سبز عبور می‌کنند. با این حال، ورود به یک کانال خاص به منزله اعلامیه قانونی است، اگر مشخص شود مسافری که از کانال سبز عبور می‌کند کالایی را بیش از حد گمرک یا موارد ممنوع حمل می‌کند، ممکن است به دلیل اظهار جعلی به گمرک تحت پیگرد قانونی قرار گیرد. از کانال سبز عبور کرده‌است. هر کانال نقطه بازگشتی نیست، به محض ورود مسافر به کانال خاصی، دیگر نمی‌تواند برگردد.
استرالیا، کانادا، نیوزیلند و ایالات متحده رسماً از سیستم کانال قرمز و سبز استفاده نمی‌کنند. با این حال، برخی از فرودگاه‌ها این طرح را کپی می‌کنند.

### کانال آبی
فرودگاه‌های کشورهای اتحادیه اروپا مانند فنلاند و ایرلند نیز کانال آبی دارند. از آنجا که اتحادیه اروپا یک اتحادیه گمرکی است، مسافران بین کشورهای اتحادیه اروپا مجبور به پرداخت عوارض گمرکی نیستند. اگر کالاها متعاقباً فروخته شوند، مالیات بر ارزش افزوده و مالیات مالیات قابل اعمال است، اما این کالاها هنگام فروش کالاها و نه در مرز وصول می‌شوند. مسافران وارد شده از کشورهای دیگر اتحادیه اروپا از کانال آبی عبور می‌کنند، جایی که ممکن است هنوز تحت کالاهای ممنوع یا محدود شده تحت بررسی قرار بگیرند. بلیط چمدان برای چمدان‌های چک شده که در داخل اتحادیه اروپا سفر می‌کنند دارای لبه سبز هستند بنابراین ممکن است شناسایی شوند. در بیشتر کشورهای عضو اتحادیه اروپا، مسافرانی که از کشورهای دیگر اتحادیه اروپا می‌آیند می‌توانند به راحتی از خط سبز استفاده کنند.

### تلفن قرمز نقطه
همه فرودگاه‌های انگلستان از یک سیستم کانال استفاده می‌کنند، با این حال برخی از آنها کانال قرمز ندارند، در عوض تلفن‌های قرمز رنگی دارند که همان هدف را تأمین می‌کند.

## خلاصه‌ای از قوانین اساسی عادی

### اروپا
قانون اساسی گمرک در سراسر اروپا در اتحادیه گمرکی اتحادیه اروپا هماهنگ است. این شامل حقوق و محدودیت‌های گمرکی است. مالیات گمرکی از ۲۲ تا ۱۵۰ یورو. علاوه بر این، به مقررات هر کشور عضو مراجعه کنید.
برای اظهارات گمرکی در اتحادیه اروپا و سوئیس، نروژ و ایسلند، «سند اداری واحد» (SAD) به عنوان مبنا استفاده می‌شود.

### آلمان
تا ۲۲ یورو مالیات دریافت نمی‌شود. از ۲۲ یورو تا ۱۵۰ یورو پرداخت مالیات بر ارزش افزوده (EUSt در آلمان) ضروری است که بسته به کالاها ۷ یا ۱۹ درصد است. از ۱۵۰ یورو پرداخت مالیات بر ارزش افزوده و گمرک ضروری است.

### رومانی
گمرک ممکن است بسیار سختگیرانه باشد، به ویژه برای کالاهایی که از هرجای خارج از اتحادیه اروپا حمل می‌شود. حداکثر ۱۰ یورو کالا / بسته.

### ایتالیا
گمرک در ایتالیا ۲۲٪ مالیات بر ارزش افزوده اضافی (مالیات بر ارزش افزوده) برای کالاهای وارداتی از خارج از اتحادیه اروپا می‌گیرد حتی اگر مالیات بر ارزش افزوده قبلاً به فرستنده کشور مبدأ پرداخت شده باشد.

### جمهوری چکواسلواکی
تا ۲۲ یورو مالیات دریافت نمی‌شود. از ۲۲ یورو تا ۱۵۰ یورو پرداخت مالیات بر ارزش افزوده (DPH به زبان چک / اسلواکی) که ۲۱٪ است ضروری است. از ۱۵۰ یورو پرداخت مالیات بر ارزش افزوده و گمرک ضروری است. بسته به نوع کالاهای وارداتی ممکن است گمرک از صفر تا ۱۰ درصد باشد.

### اوکراین
اوکراین ۵ اصلاحیه در مقامات گمرکی خود داشته‌است. یکی از موارد اخیر، در سال ۲۰۱۹، خدمات مالی دولت را به سرویس گمرک دولت تغییر داد. تلاش برای اصلاحات به دنبال دیجیتالی کردن رویه‌های گمرکی، دریافت دستمزد در سطح بازار، نوآوری در بازرسی‌های گمرکی، ادغام در جامعه گمرکی اتحادیه اروپا، باز کردن پایگاه داده مرجع بازرسی‌های گمرکی است.

### قاره آمریکا

#### ایالات متحده
هر شخصی که به ایالات متحده می‌رسد از نظر آگاهی از مقررات مهاجرت، آداب و رسوم و کشاورزی توسط افسران گمرک و مرز (CBP) بازرسی می‌شود. این خدمات عمومی تقریباً بر روی یک میلیون بازدید کننده که روزانه وارد ایالات متحده می‌شوند، انجام می‌شود. مسافران برای تعدادی از موارد ممنوع غربال می‌شوند از جمله: طلا، نوشیدنی‌های الکلی، اسلحه گرم و خاک. دامنه وسیعی از مجازات‌ها با این موارد غیرقابل جبران روبرو می‌شود.
ایالات متحده برای واردات کالا، تعرفه یا «عوارض گمرکی» اعمال می‌کند که به‌طور متوسط ۳٪ است. این عوارض در زمان واردات اخذ می‌شود و توسط وارد کننده رکورد پرداخت می‌شود. افرادی که به ایالات متحده می‌آیند ممکن است با مقدار محدودی خرید، و کالاهایی که به‌طور موقت وارد سیستم می‌شوند (مانند رایانه‌های لپ تاپ) تحت سیستم ATA Carnet از پرداخت عوارض معاف شوند. عوارض گمرکی بسته به کشور مبدأ و محصول متفاوت است و عوارض آن از صفر تا ۸۱٪ ارزش کالا متغیر است. کالاهای بسیاری از کشورها بر اساس توافق‌نامه‌های مختلف تجاری از پرداخت حقوق معاف هستند. انواع خاصی از کالاها بدون در نظر گرفتن منبع از پرداخت مالیات معاف هستند. قوانین گمرک با سایر محدودیت‌های واردات متفاوت است. عدم رعایت قوانین گمرکی می‌تواند منجر به توقیف کالا و مجازات‌های مدنی و کیفری علیه طرف‌های درگیر شود. CBP قوانین گمرکی را اجرا می‌کند. کلیه کالاهایی که به ایالات متحده وارد می‌شوند قبل از ورود قانونی مورد بازرسی توسط CBP قرار می‌گیرند.

#### اروگوئه
گمرک اروگوئه برای واردات بسته‌های شخصی حداکثر تا ۳ بسته با ارزش اسمی حداکثر ۲۰۰ دلار آمریکا که می‌تواند بدون هزینه اضافی وارد کشور شود، محدودیت ایجاد می‌کند. برای درج بسته در ۳ اسلات رایگان، مخاطب باید بسته را با سرویس پیگیری اروگوئه که کد رهگیری، آدرس آنها، شماره شناسنامه ملی و آدرس ایمیل را بهم پیوند می‌دهد، ثبت کند. در صورت ورود بسته قبل از ثبت نام، بسته باید ۶۰٪ مالیات و حداقل ۱۰ دلار آمریکا را پرداخت کند. هر بسته شخصی با ارزش بیش از ۲۰۰ دلار آمریکا یا پس از ۳ بسته رایگان، باید ۶۰٪ مالیات پرداخت کند. این امر توانایی مردم در خرید محصولات به‌صورت آنلاین را به شدت محدود می‌کند. به دلیل کمبود جمعیت و بازار اروگوئه، بسیاری از محصولات محبوب و خاص در بازارهای عادی در دسترس نیستند، و مردم اروگوئه را مجبور می‌کند تا چندین خرید را با هم جمع کنند و هر یک از اسلات‌های رایگان خود را به حداکثر برسانند.

#### آرژانتین
گمرک ممکن است بسیار سختگیرانه باشد. کالاهایی که حداکثر ۵۰۰ دلار با هواپیما و ۳۰۰ دلار از طریق دریا یا خشکی آورده می‌شود، عاری از پرداخت مالیات و مالیات است، تلفن‌های همراه و رایانه‌های لپ تاپ بدون پرداخت مالیات، بدون داشتن ارزش فقط یک در ازای مسافر، لباس و سایر موارد استفاده شخصی رایگان هستند. مالیات بالاتر از این مقادیر، مالیات ۵۰٪ ارزش کل کالاهای خریداری شده جمع شده‌است.

## روز جهانی گمرک
روز جهانی گمرک نقش آژانس‌ها و مقامات گمرک در حفظ امنیت مرزی در سراسر جهان را می‌شناسد. در کارگران و شرایط کار آنها و همچنین چالش‌هایی که برخی از افسران گمرک در شغل خود با آن روبرو هستند تمرکز دارد. آژانس‌های سفارشی در جایی که افسران سفارشی به دلیل کارشان شناخته می‌شوند، رویدادهای تقدیر از کارمندان را برگزار می‌کنند. چندین آژانس نیز رویدادهایی را برای عموم برگزار می‌کنند که در آن شغل و مسئولیت‌های خود را به روشی شفاف توضیح می‌دهند.
هر ساله، در پایان ژانویه روز جهانی آداب و رسوم با موضوع خاصی برگزار می‌شود، به شرح زیر:
- در سال ۲۰۱۹، موضوع انتخاب شده «مرزهای هوشمند برای تجارت، سفر و حمل و نقل یکپارچه» بود.
- ۲۰۱۸، موضوع انتخاب شده «یک محیط تجاری امن برای توسعه اقتصادی» بود.
- تم انتخابی برای نسخه‌های قبلی ۲۰۰۹–۲۰۱۸.

## تاریخچه گمرک در ایران

در زمان اشکانیان اداره گمرک در ایران وجود داشته و آنچه وارد کشور می‌گردیده، مانند: ابریشم چین و ادویه هندوستان و کالاهای رومی در دفاتر مخصوص ثبت و از صاحبان آن‌ها حقوق معینی دریافت می‌شده‌است. در دوره‌های بعد در ایران بیشتر رویه تجارت آزاد مرسوم بوده‌است. از زمان صفویه به بعد از کالاهای وارده به کشور حقوق و عوارضی بنام فرضه گرفته می‌شده‌است. عوارض گمرکی کالاهای وارد از طریق خلیج فارس به کیفیت بهای آن‌ها تعیین می‌شده‌است، منتها چون دولت قادر به نظارت دقیق در اخذ حقوق گمرکی نبوده از زمان شاه سلیمان (۱۰۸۵ه‍.ق/۱۶۷۴م) گمرک به اجاره داده شد و این ترتیب بیش از دو قرن تا ورود رایزنان بلژیکی در ایران ادامه داشت. 

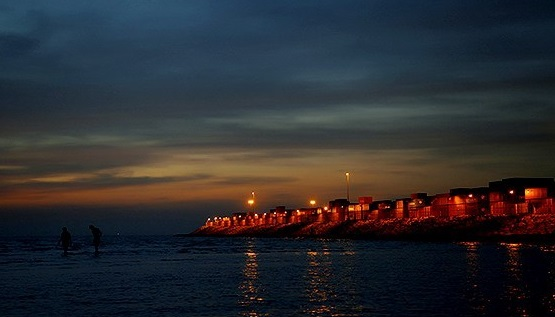
گمرک بندر بوشهر

در سال ۱۲۷۷ ه‍.ش اجاره گمرک لغو شد. علت اصلی این الغاء این بود که به موجب عهدنامه ترکمانچای مقرر شده بود از کالاهای وارد از روسیه تزاری فقط پنج درصد بها به عنوان حقوق گمرکی اخذ شود و سه سال بعد، سایر دول نیز به عنوان دول کاملةالوداد، از مزایای مزبور شروع به استفاده کرده و در واقع حقوق گمرکی در ایران به‌طور یکنواخت بر اساس پنج درصد استوار گردید، بدون آنکه با دولت ایران معامله شده باشد.
بعداً که دولت ایران مبادرت به استقراض از روسیه و انگلستان نمود و درآمدهای گمرکی شمال و جنوب گروگان این وام‌ها قرار داده شد، به منظور جلوگیری از حیف و میل درآمدهای گمرکی و با توجه به لزوم رعایت موازنه سیاسی، دولت ایران در زمان مظفرالدین شاه و صدارت امین‌الدوله مبادرت به استخدام مستشاران بلژیکی نمود. بنابه پیشنهاد رئیس هیئت مزبور که عنوان وزیر گمرکات یافته بود و فرمان همایونی مورخ ۱۸ ذیحجه ۱۳۱۸ ه‍.ق اجاره گمرکخانه‌ها و وصول عوارض داخلی، از قبیل: حقوقخانات و راهداری و قپانداری ملغی و مقرر شد از بهای اجناس وارد به مآخذ ۵ درصد و به اضافه از هر بار چهل من تبریز بیست و دو شاهی از مکاری دریافت گردد.
پس از استقرار مشروطیت، عنوان وزارت از رئیس هیئت مستشاران بلژیکی سلب شد و اداره کل گمرک تحت نظارت وزارت دارائی قرار گرفت. اولین تعرفه گمرکی ایران براساس وزن و ارزش، در سال ۱۲۸۲ ه‍.ش به وسیلهٔ مستشاران بلژیکی تنظیم گردید و ده سال پس از اجرای آن، درآمدهای گمرکی کشور که در سال ۱۲۷۷ ده میلیون ریال بوده به ۴۷ میلیون ریال ترقی کرد. در سال ۱۲۹۹ ه‍.ش تعرفه دیگری براساس وزن و تعداد وضع گردید که از لحاظ واردات، مشتمل بر ۵۲ باب و ۹۴ قسمت جزو و از لحاظ صادرات، مشتمل بر ۱۲ باب بود. حداکثر حقوقی که به موجب این تعرفه دریافت می‌شد در سال ۱۳۰۶ ه‍.ش بالغ بر ۹۰ میلیون ریال بود.
پس از الغای کاپیتولاسیون نخستین قانون تعرفه گمرکی ایران در اردیبهشت ۱۳۰۷ براساس حداقل و حداکثر حقوق گمرکی تصویب شد. به موجب آن، دولی که الغای کاپیتولاسیون را به رسمیت شناخته و بالنتیجه به عقد قرارداد بازرگانی با ایران توفیق یافته بودند از تعرفه حداقل استفاده کردند و کالاهایی که از سایر کشورها وارد می‌شد مشمول پرداخت حداکثر حقوق گمرکی گردید.
در سال‌های ۱۳۱۵ و ۱۳۲۰ و ۱۳۲۹ و ۱۳۳۲ ه‍.ش چندین بار در قانون تعرفه گمرکی ایران تجدید نظر شد؛ و سرانجام با استفاده از تجربیات جامعه ملل سابق و طرحی که برای تعرفه گمرکی تهیه گردیده و در بسیاری از کشورهای جهان مورد استقبال و استفاده قرار گرفته بود، قانون تعرفه گمرکی در دهم تیر ۱۳۳۷ به تصویب مجلس شورای ملی رسید. قانون مزبور مشتمل بر ۳۶ ماده و جدول منضم به آن است که مشتمل بر ۲۱ فصل و ۸۶ بخش و ۹۹۱ نوع کالا است. دراین فصول، انواع کالاها به حال ماده اولیه، نیمه ساخته و تمام شده و آماده به مصرف ذکر شده و با رعایت احتیاجات کشور، تولیدات داخلی، تقویت و حمایت صنایع ملی و قوه خرید و میزان نیازمندی طبقه مصرف‌کننده برای آن‌ها حقوق و عوارض گمرکی وضع گردیده‌است. درآمد اداره گمرک در اولین سال تأسیس (۱۲۷۷ ه‍.ش) جمعاً بالغ بر ده میلیون ریال بود و در سال ۱۳۳۸ ه‍.ش به بیش از ۹ میلیارد ریال که برابر با یک سوم بودجه کل کشور بود رسید. در قبال این درآمد هنگفت، هزینه اداری گمرکخانه در سال ۱۳۳۸ بالغ بر ۲۴۰ میلیون ریال، یعنی کمتر، از ۳٪ درآمد مذکور بود.
قانون امور گمرکی در سال ۱۳۹۰ بازبینی شده و متن قانون جدید امور گمرکی در دی‌ماه این سال جهت اجرا ابلاغ شد.